# Makkumerwaard

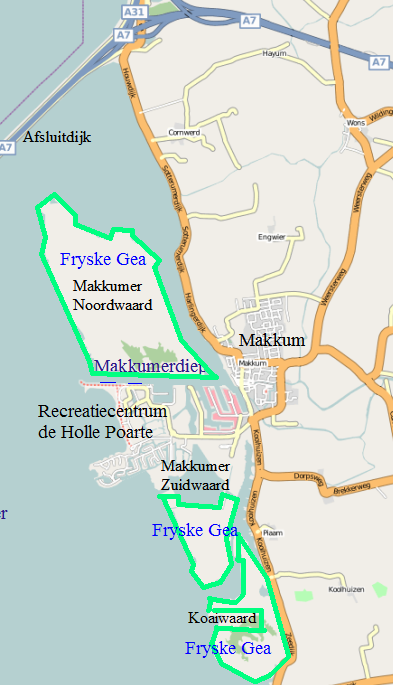
Kaart van de terreinen

De Makkumerwaard of, in het meervoud: de Makkumerwaarden, is een natuurgebied van de vereniging It Fryske Gea aan de Friese IJsselmeerkust, even ten zuiden van de Afsluitdijk.
Het gebied ligt in de gemeente Súdwest-Fryslân bij Makkum en Piaam en bestaat uit drie eilanden. Van noord naar zuid gaat het om de Noodwaard, de Zuidwaard en de Kooiwaard. Rondom deze gebieden ligt bovendien een uitgestrekt watervogelreservaat, dat zich uitstrekt van de Afsluitdijk in het noorden tot het dorp Gaast in het zuiden over een breedte van zo'n anderhalf à twee kilometer.
De drie waarden vormen samen een 467 hectare groot natuurterrein, dat bestaat uit rietvelden, natte ruigten, bloemrijke hooilanden, biezen, struwelen en wilgenbroeken. Het waterwildreservaat bestaat uit een vrij ondiepe (circa 3 meter) en voedselrijke kuststrook van het IJsselmeer. Deze gebieden meegerekend is de totale oppervlakte ruim 2300 hectare. Beide gebieden werden vroeger beschermd als het natuurmonument Friese IJsselmeerkust, later is het deel gaan uitmaken van het uitgestrekte Natura2000-gebied IJsselmeer. Naar het zuiden liggen langs de Friese IJsselmeerkust de vergelijkbare gebieden van de Workumerwaard.

## Geschiedenis
Voor 1932 bestonden de Makkumerwaarden uit een serie kale zandplaten die bij hoog water onderliepen. Na de afsluiting van de Zuiderzee vielen de platen deels droog en raakte het gebied ontzilt, waarna het begroeid raakte met onder andere riet en wilgen. De Noord- en Zuidwaard werden van elkaar gescheiden toen in 1928 het Makkumerdiep werd uitgebaggerd voor een betere bereikbaarheid van de haven. Daarbij werd het baggerslib op de kop van de Zuidwaard gestort.
Na de Tweede Wereldoorlog werd ongeveer de helft (circa 100 hectare) van de Zuidwaard ingepolderd en omgezet in graspolders. Recreatiegebied 'De Holle Poarte' bezette later een groot deel van deze gronden met onder andere een jachthaven, camping, bungalows, hotel en recreatiestrand. De zuidpunt en de randen van de Zuidwaard zijn deels bekaad en bestaan vooral uit rietvelden. In de Noordwaard en de Kooiwaard is op natuurlijke wijze naast ruigten met rietvelden en struwelen ook een flink stuk opgaand wilgenbos ontstaan.

## Flora en fauna

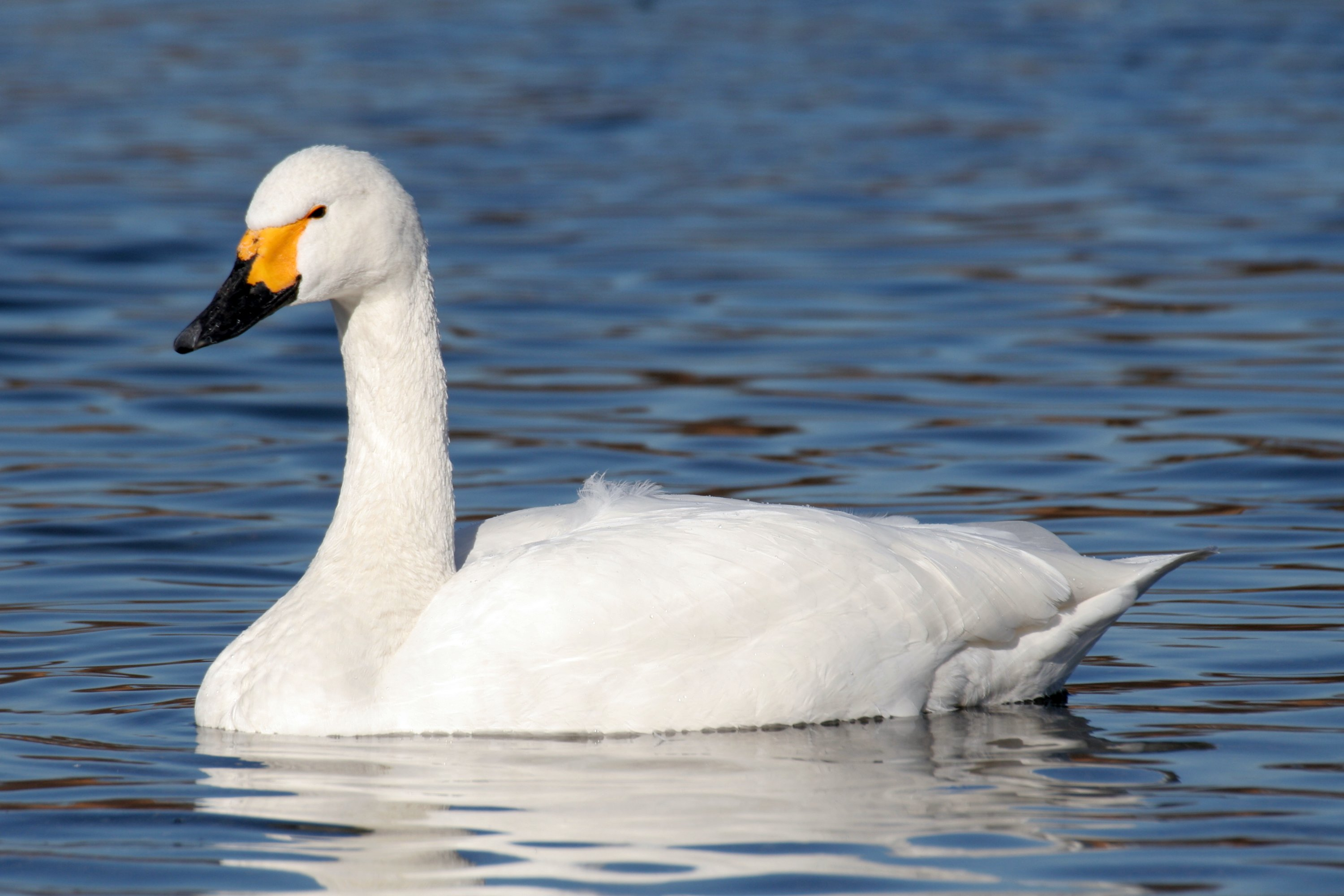
De Kleine Zwaan, een talrijke bezoeker van het waterwildreservaat.

Makkumerwaard is vooral beroemd om het waterwildreservaat met soorten als Kluut, Visdiefje, Grote Stern en allerlei eenden, zwanen en ganzen. Verder ziet men veel riet- en moerasvogels zoals Roerdomp, Snor, Baardmannetje, Grote karekiet en Waterral. In de winter ziet men hier grote aantallen eenden, ganzen en zwanen. De rietlanden worden druk bezocht door groepen watersnippen. Roofvogels in dit gebied zijn onder andere Bruine Kiekendief en Visarend.
In de rietvelden zijn veel dotterbloemen te vinden. Aan de randen daarvan en in de ruigtes komen soorten als moerasspirea, valeriaan, poelruit en grote kaardebol veel voor. Ondiepe wateren zijn behalve met riet en biezen veel begroeid met fonteinkruiden, die veel gegeten worden door het waterwild. De hooilanden zijn evenals de rietlanden zeer rijk aan plantensoorten met onder andere orchideeën, echte koekoeksbloemen en diverse soorten zeggen. Het gebied is ook rijk aan kikkers en padden en aan vlinders en andere insecten.

## Recreatie en toegankelijkheid

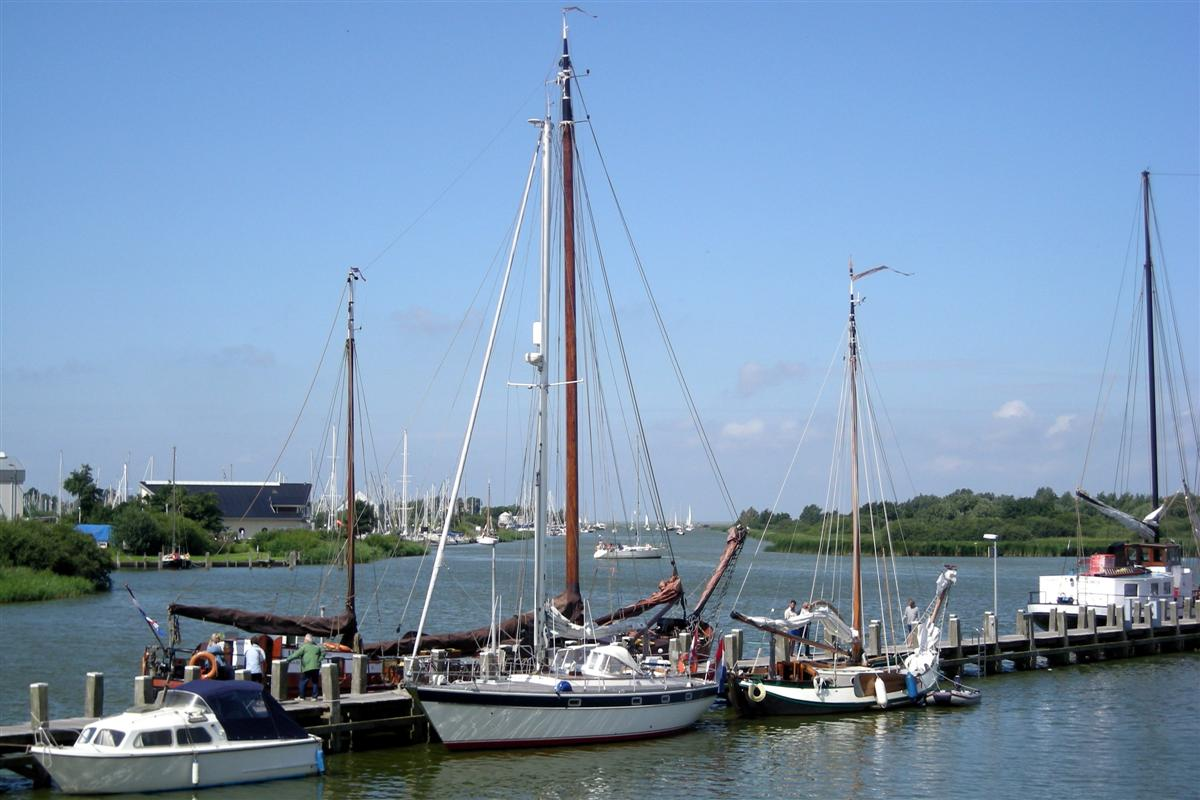
Makkumerdiep

Op de noordzijde van de Zuidwaard, aan het Makkumerdiep, is een groot recreatiecentrum (de Holle Poarte) aangelegd met onder andere een grote zeil- en jachthaven, een camping, een recreatiestrand en een groot terrein met vakantiehuisjes ('chalets').
De natuurgebieden in de Makkumerwaarden zijn beperkt toegankelijk. In de Zuidwaard is een wandelroute aangelegd en bestaan plannen voor een tweede rondom het recreatiecentrum de Holle Poarte, dat enkele jaren geleden belangrijk werd uitgebreid. Op de Koaiwaard staat een vogelkijkhut, te bereiken na een korte wandeling vanaf het aan dit gebied gewijde vogel- en natuurmuseum “It Fûgelhûs” te Piaam. Verder is dit gebied vanaf de omringende wegen en dijken prima te overzien. Een deel van de Zuidwaard nabij het recreatiecentrum zal worden ingericht als natuurgebied met wandelgelegenheid.

## Beheer
De Makkumerwaard is een gebied dat door de voortschrijdende verzoeting en veroudering van de vroeger geheel onbegroeide platen steeds meer naar de vorming van ruigten en bossen neigt. Hoewel vooral de natuurwaarden van de rietlanden bekend zijn, worden ook de waarden van bos en ruigte door de beheerders hoog ingeschat, zodat men zich voor een groot deel bij deze natuurlijke ontwikkeling neerlegt.
De flora en fauna van de ondiepe kustwateren toont, hoewel afnemend, nog steeds sporen van het zilte verleden van vóór de Afsluitdijk. Om iets daarvan te bewaren en mogelijk weer terug te brengen, zijn plannen in studie om een experimentele "compartimentering" te creëren tussen de Afsluitdijk en de Noordwaard, zodat een enkele honderden hectare groot gebied weer enigszins zou kunnen verzilten.
Aeltsjemar
· De Alde Feanen
· Bakkeveense Duinen
· Bancopolder
· Bekhofschaans
· Bjirmen
· Blauhúster Puollen
· Bocht fan Molkwar
· Botmar
· Bouwepet
· Buismans Einekoai
· Bûtenfjild
· Van Coehoornbosk
· Delleboersterheide
· Diakonieveen
· Dobbe Stienser Aldlân
· Dobben Hurdegarypsterwarren
· Dunegeaster- en Follegeasterpolder
· Dyksfearten
· Eanjumerkolken
· Easterskar
· Einekoai Piaam
· Einekoaien Lytse Geast
· De Fluezen
· Grikelân en Turkije
· Grutte Wielen
· Heide Hulstreed
· De Hon
· Huitebuersterbûtenpolder
· Joodse begraafplaats Tacozijl
· Joodse begraafplaats Noordwolde
· Kapellepôle
· Ketelermar
· Ketliker Skar
· Kobbelân
· Lendebos
· Lindevallei
· Liphústerheide
· Makkumersúdmar
· Makkumerwaarden
· Mandefjild
· Martenastate
· Meulebos
· Meulereed
· Mokkebank
· Mûntsebuorsterpolder
· Noard-Fryslân Bûtendyks
· 't Oerd
· Ottema Wiersma reservaat
· Park Huize Olterterp
· Park Jongemastate
· Peazemerlannen
· Petgatten De Feanhoop
· Polders Koarnwert
· Ringwiel
· Rysterbosk
· De Ryp
· Schaopedobbe
· Séfonsterpolder
· Sippen-finnen
· Skiedingsboskje
· Slachtedyk
· Steile Bank
· Stokersdobbe
· Sudermarpolder
· Syp Set
· Taconisbosk
· Tsjongerwâlen
· Teroelster Sipen
· Unlân fan Jelsma
· Van Asperen einekoaien
· Warkumermar
· Warkumerwaard
· 't West
· Wilhelmina-oard
· Ychtenerfeanpolder